# Siège de Tournai (1745)
Pour les articles homonymes, voir Siège de Tournai.
Guerre de Succession d'Autriche
Batailles
- Mollwitz (04-1741)
- Chotusitz (05-1742)
- Sahay (05-1742)
- Prague (06/12-1742)
- Dettingen (06-1743)
- Cap Sicié (02-1744)
- 19 mai 1744
- Menin (05/06-1744)
- Ypres (06-1744)
- Furnes (07-1744)
- Fribourg (11-1744)
- Tournai (04/06-1745)
- Pfaffenhofen (04-1745)
- Fontenoy (05-1745)
- Hohenfriedberg (06-1745)
- Melle (07-1745)
- Gand (07-1745)
- Bruges (07-1745)
- Audenarde (07-1745)
- Termonde (08-1745)
- Ostende (08-1745)
- Nieuport (08/09-1745)
- Ath (09/10-1745)
- Soor (09-1745)
- Hennersdorf (11-1745)
- Kesselsdorf (12-1745)
- Culloden (04-1746)
- Mons (06/07-1746)
- Bruxelles (01/02-1746)
- Namur (09-1746)
- Charleroi (07/08-1746)
- Lorient (09/10-1746)
- Rocourt (10-1746)
- Cap Finisterre (1er) (05-1747)
- Lauffeld (07-1747)
- Bergen-op-Zoom (07/09-1747)
- Cap Finisterre (2e) (10-1747)
- Saint-Louis-du-Sud (03-1748)
- 18 mars 1748
- Maastricht (04/05-1748)

Campagnes italiennes
- Combat de Saint-Tropez (06-1742)
- Camposanto (02-1743)
- Villafranca (04-1744)
- Casteldelfino (07-1744)
- Velletri (08-1744)
- Madonne de l'Olmo (09-1744)
- Bassignana (09-1745)
- Josseau (10-1745)
- Plaisance (06-1746)
- Tidone (08-1746)
- Rottofreddo (08-1746)
- Gênes (1er) (12-1746)
- Gênes (2e) (07-1747)
- Assietta (07-1747)

Le siège de la ville et de la citadelle de Tournai, qui se déroule entre le 25 avril et le 19 juin 1745, est un épisode de la guerre de Succession d'Autriche au cours duquel les armées françaises du maréchal de Saxe assiègent la ville et la citadelle de Tournai, alors tenue par l'armée des Provinces-Unies, qui finissent par se rendre après deux mois de résistance.

## Contexte militaire
Conquise en 1709 par le duc de Marlborough et le prince Eugène de Savoie pendant la guerre de Succession d'Espagne, la ville de Tournai — protégée par son enceinte et par sa citadelle — est défendue en 1745 par une garnison néerlandaise de 9 000 hommes placée sous les ordres du gouverneur le baron Johan Adolf Van Dorth. La ville, dont la population s'élève alors à 21 400 habitants, fait partie des places de la Barrière, établie depuis 1714 comme rempart face à la France.
Ayant envahi les Flandres en 1744, le roi Louis XV confie au maréchal de Saxe la mission de préparer la campagne de 1745. Son choix se porte logiquement sur Tournai, qui constitue un verrou stratégique sur l'Escaut et dont la prise favoriserait l'avance française vers Gand, Bruges, Ath et Mons. Le 21 avril 1745, l'armée du maréchal de Saxe, forte de quelque 90 000 hommes entame son mouvement sur Tournai ; le 25 avril, les premiers éléments français bouclent la place ; le 26, le gros de l'armée française investit la place.

## Le siège de la ville (25 avril au 22 mai 1745)
Face à l'avancée française, Van Dorth fait aussitôt incendier les faubourgs et ordonne une sortie sur Orcq qui est aisément repoussée par le canon français. Dans la soirée du 30 avril au 1er mai 1745, une tranchée est ouverte face à la porte des Sept-Fontaines, sur la rive gauche de l'Escaut. Le canon français ne tarde pas à se déchaîner sur les ouvrages fortifiés de la cité.
Le 8 mai 1745, le roi Louis XV et son fils le Dauphin rejoignirent le camp français établi sous Tournai ; au cours de la même journée, vers 15 h 0, une explosion se produit dans un magasin à poudre de la citadelle : les victimes sont nombreuses et la citadelle est grandement endommagée.
Dans la soirée, une explosion accidentelle cause la mort du colonel de Normandie, le marquis de Talleyrand-Périgord et de l'ingénieur Desmazis. Ces pertes sont regrettées par le maréchal de Saxe.
Au moment de la bataille de Fontenoy, les opérations de sièges sont laissées au marquis de Brézé, à la tête de 27 bataillons et demi et 17 escadrons ; le reste de l'armée s'achemine vers le futur champ de bataille. Au cours de cette bataille, une timide sortie de cavaliers néerlandais est tentée mais elle n'inquiète pas réellement les Français.
La défaite de Fontenoy signifie à très court terme la fin de la place. Isolée, la garnison néerlandaise, et tout particulièrement le régiment suisse de Hirtzel et le régiment écossais MacKay, n'en poursuit pas moins la défense. Le 18 mai 1745, les Français mettent pied sur le bastion principal de la porte des Sept-Fontaines ; faisant preuve de courage, le colonel Daniel Aeneas Mackay est tué. Les batteries françaises ne tardent pas à battre en brèche le dernier rempart de la ville. Le 22 mai, le drapeau blanc est hissé sur la muraille : la ville se rend. Le lendemain, 23 mai 1745, la capitulation militaire est signée.

## Le siège de la citadelle (1erau 19 juin 1745)
La garnison néerlandaise se retire dans la citadelle dévastée en attendant les ordres de La Haye pour se rendre ou poursuivre le combat dans la citadelle. Après huit jours de trêve, la décision néerlandaise est de poursuivre le combat.
Le siège de la citadelle commence le 1er juin. Malgré une défense héroïque sous des tirs des nombreux canons et mortiers français, les troupes néerlandaise sont forcées de capituler le 19 juin 1745 ; pour sa défense honorable, la garnison, réduite à quelque 6 500 hommes et commandée par le Baron Van Brackel, reçoit les honneurs de la guerre et se retire vers Audenarde. La citadelle est alors réduite à l'état de décombres. En janvier 1749, les derniers soldats français quittèrent la cité.
Ayant duré 47 jours, le siège de Tournai et de sa citadelle est l'un des plus longs de la guerre de Succession d'Autriche. Sur ordre du roi Louis XV, la cathédrale et les principaux bâtiments de la cité avaient été épargnés par les canonnades. Tournai redevient française. Cependant, trois ans plus tard en octobre 1748, le traité d'Aix-la-Chapelle, restitue la ville à l'Autriche.